# Fundacja Signum Magnum
Fundacja Signum Magnum – fundacja istniejąca od 1991 r. z siedzibą w Rybniku, założona przez braci z katolickiego zakonu Braci Mniejszych (Franciszkanów), której misją jest pomaganie dzieciom we wszechstronnym i pełnym rozwoju, z poszanowaniem ich godności ludzkiej.
Jedną z konkretnych form działalności fundacji jest szerzenie ruchu Krucjaty Niepokalanej tak wśród dorosłych jak i dzieci. Krucjata Niepokalanej jest rozumiana przez prowadzących, między innymi, jako profilaktyka przeciw różnym uzależnieniom.

## Historia
- 7 grudnia 1979 r. powstała Wspólnota Pomocników Niepokalanej w Katowicach-Panewnikach.
- W lipcu 1980 r. powstała inicjatywa o nazwie Dziecięca Krucjata Niepokalanej i pomysł wydawania czasopism Promyk Jutrzenki a także Zwycięstwo Niepokalanej.
- Pod koniec roku 1980 ukazał się pierwszy numer Zwycięstwa Niepokalanej.
- W grudniu 1981 r. na początku stanu wojennego ukazał się pierwszy numer Promyka Jutrzenki.
- W latach 1983–1990 odbywały się pielgrzymki Dziecięcej Krucjaty Niepokalanej na Jasną Górę, zjazdy animatorów Dziecięcej Krucjaty oraz rekolekcje.
- W 1986 powstało gospodarstwo w Brennej Leśnicy z przeznaczeniem na rekolekcje i odpoczynek.
- W październiku 1987 r. rozpoczął się remont starej organistówki w Rybniku na potrzeby działalności Dziecięcej Krucjaty Niepokalanej.
- Z racji rocznicy objawień fatimskich w 1987 r. nazwa ruchu została zmieniona na Signum Magnum.
- Wiosną w 1988 r. otwarto świetlicę środowiskową dla dzieci z rodzin wielodzietnych i mających różne trudności.
- W kwietniu 1992 r. ukazał się pierwszy numer Promyka Jutrzenki w nakładzie 50 000 na maszynach rolowych.
- W 1993 r. Fundacja objęła na 50 lat siedzibę przy ul. Dworek 12 w Rybniku, na podstawie umowy bezpłatnego użyczenia z Urzędem Miasta.
- W 1995 r. otwarta została noclegownia dla dzieci w budynku przy ul. Dworek 12 w Rybniku
- W kwietniu 1998 r. ukazał się pierwszy numer Promyczka Jutrzenki dla najmłodszych oraz kwartalnika Zwycięstwo Niepokalanej dla dorosłych.
- Jesienią 1998 r. Fundacja uruchomiła Dworek Dzieci – dom dziecka o rodzinnej atmosferze dla ok. 12-16 dzieci.
- Wiosną 2002 r. rozpoczął się spór Fundacji z prezydentem Rybnika Adamem Fundali.
- W Wigilię Bożego Narodzenia 2004 r. Adam Fudali po wcześniejszym uzyskaniu w Radzie Miejskiej zgody – wypowiedział umowę bezpłatnego użyczenia siedziby dla Fundacji. Fundacja w tej sytuacji, aby nie ucierpiały dzieci, podjęła decyzję o likwidacji "Dworku Dzieci" i znajduje dla wszystkich rodziny zastępcze.
- W maju 2006 r. Urząd Miasta wygrał w Sądzie Rejonowym w Rybniku proces przeciw Fundacji. Sąd wydał nakaz eksmisji z siedziby przy ul. Dworek 12. Na skutek protestu o. Oskara Puszkiewicza, który przykuł się łańcuchem do bramy Sądu i wniesionej skargi do Sądu, wyrok został zawieszony, aż do rozpatrzenia skargi.
- Od czerwca 2006 do 30 lipca 2007 r. trwały rozprawy w Sądzie Rejonowym z wniosku Urzędu Miasta Rybnika o eksmisję Fundacji. 30 lipca 2007 r. Sąd wydał wyrok korzystny dla Fundacji[1].